# ゆうきたけし
ゆうきたけし（本名：虫賀 健〈むしが たけし〉1984年11月16日（40歳） - ）は、日本のお笑い芸人。ソニー・ミュージックアーティスツ（SMA NEET Project）所属。かつて2021年5月31日まではゆうきとたけしによる同名のお笑いコンビであった。ゆうきの引退に伴いコンビを解散、その後たけしは芸人を続け2021年11月8日より、そのまま『ゆうきたけし』名義でピン芸人として活動を継続。虫賀たけしとしても活動歴がある。かつてコンビ時代初期には吉本興業やワタナベエンターテインメントに所属。

## 来歴・人物
岐阜県立羽島北高等学校の同級生であったゆうきと共にコンビ「ゆうきたけし」を結成。NSC大阪校の26期生として卒業後は吉本興業へ所属し、2011年には上京して少しの間フリーで活動。のちにワタナベコメディスクールに15期生として入学し卒業、ワタナベエンターテインメント所属となり現在はSMA NEET Projectに移籍している。2021年5月31日、公式ツイッターアカウントにて解散を発表。ゆうきは引退し、たけしはピン芸人として活動を継続する。
コンビ解散後はピン芸人・虫賀たけしや複数のユニットを同時に組んで活動後、2021年11月8日にピン芸人としての名義を旧コンビ名でもある『ゆうきたけし』への変更を公表した。2021年6月に元ストレンジサニィシアター（2011年〜2017年）の熊本アイとのコンビ「ムシガ」を結成。自身の本名の虫賀をそのままコンビ名にした。事務所はそのままSMA所属。コンビでのゆうきたけし時代に相方のゆうきが普段から女装するネタが多かったことで、かわいい女子とコントをしたら今までより面白いことが出来るかもと思って「一度、キングオブコントだけでも一緒に出て欲しい」とお願いして結成したという。なお、熊本は4年ぶりのお笑い界復帰となる。
コンビ時代はたけし名義で活動し、ツッコミ担当だった。
2023年1月、元シュビシャビレの藤井萌人・ナオトとトリオ「みちがえる」を結成。
趣味は魚釣り、リサイクルショップ巡り、エピソードトーク集め。特技は鼻に小銭を隠すこと。

### コンビ時代の元相方
ゆうき（本名:佐藤 由樹〈さとう ゆうき〉1985年2月2日（40歳） - ）ボケ担当。
- 岐阜県出身、岐阜県立羽島北高等学校卒業。身長170 cm、体重60 kg。血液型はO型。
- 趣味は競馬予想、サッカー観戦。特技はランニング。
- かつてはNSC時代の同期である濱家隆一（かまいたち）とコンビを組んでいた。
- 株式会社データXで働いている（2022年3月時点）。

## 芸風
コンビ時代の芸風
主にコント。キングオブコントでは2011年大会にて準決勝進出、2019年・2020年大会では準々決勝進出。
おもしろ荘の年末スペシャルでは、2019年から2年連続で最終オーディション進出。
漫才を競うM-1グランプリにも出場経験があり、アマチュア時代には3回戦まで進出したこともある。
ピン芸人としての芸風
主に1人コントや漫談を演じる。また、芸人仲間とユニットを組んで賞レースに出場する機会もある。

### ユニット
- 東海ボーイズ[14] - お笑い芸人・北村村長[24]とのユニットのメンバー「たけし」として。
- サラリーマンズ[15] - お笑い芸人・サラリーマン北村[25]とのユニットのメンバー「サラリーマン吉田」として。M-1グランプリ2021にて2回戦進出[15]。
- ジェットコースターロマンズ[26] - お笑いコンビ・ギンギラギンのギンとのユニットトリオのメンバー「たけし」として。
- シケちゃんズ[16] - お笑い芸人・ジュリン[27][28]とのユニットのメンバー「たけ」として。
- ムシガ - フリーモデル・熊本アイ[29]とのユニット、キングオブコント2021にて2回戦進出[30]。

## 出演

### テレビ
コンビ時代
- 水曜日のダウンタウン（TBS）2020年4月15日[31]

ピン芸人としての出演
- 水曜日のダウンタウン（TBS）2021年10月20日[7][注 2]

### ライブ
- SMAトライアウトライブ（笑）[注 3]
- 自主開催トークライブ『チャンスタイム』[注 4]